# المنطقة الاقتصادية الخاصة بالدقم

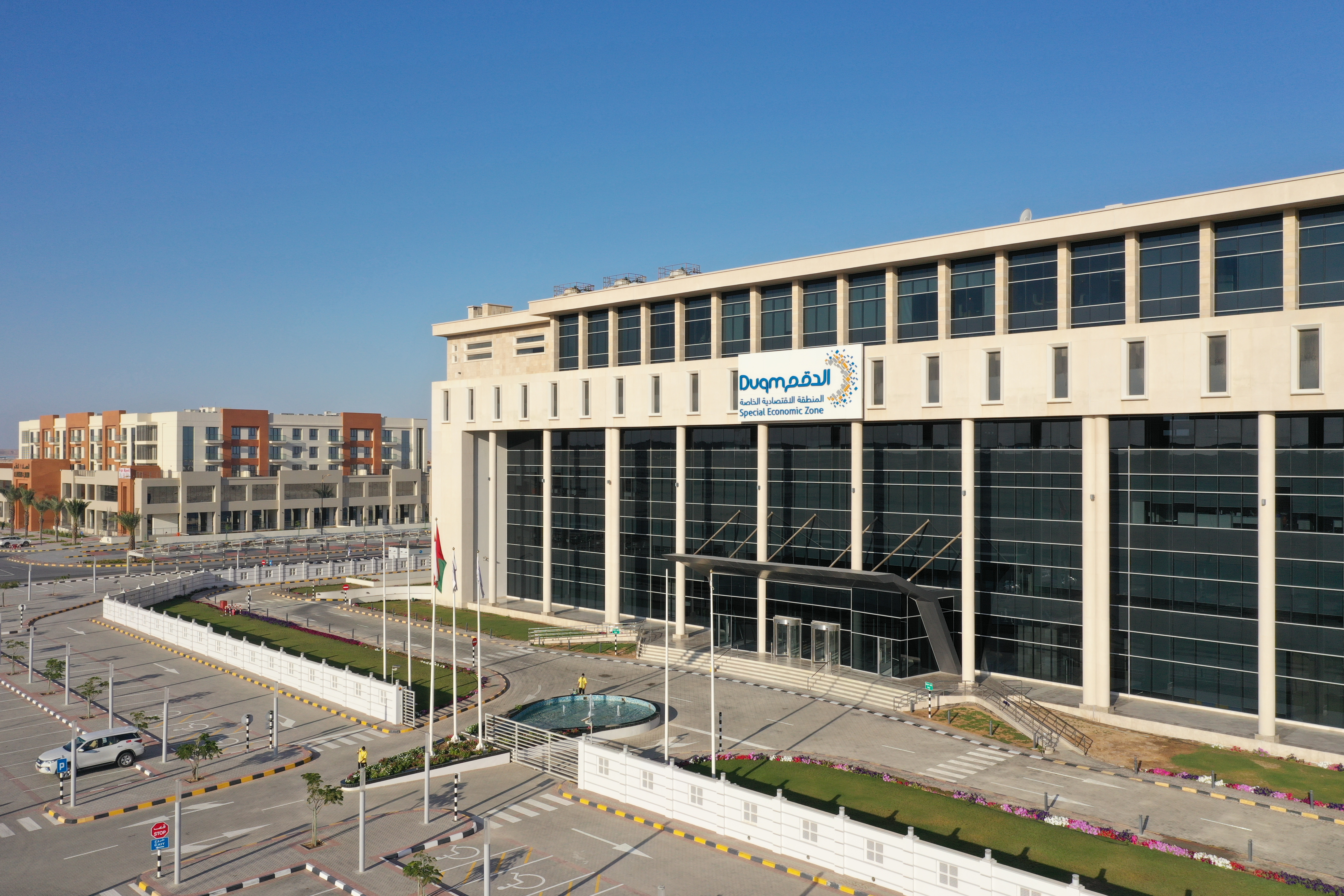
المبنى الرئيسي للمنطقة الاقتصادية الخاصة بالدقم

المنطقة الاقتصادية الخاصة بالدقم وتقع في ولاية الدقم بمحافظة الوسطى من سلطنة عمان، وهي أكبر منطقة إقتصادية في سلطنة عمان، وتعد المنطقة الاقتصادية الخاصة بالدقم إحدى المناطق الخاضعة لإشراف الهيئة العامة للمناطق الاقتصادية الخاصة والمناطق الحرة التي تأسست في شهر أغسطس من عام 2020 وفقًا للمرسوم السلطاني رقم (105/ 2020).
تأسست المنطقة في 26 أكتوبر 2011م بهدف استقطاب مجموعة متنوعة من الأنشطة الاقتصادية كالمصافي والصناعات البتروكيماوية والأنشطة التجارية والسياحية واللوجستية والصناعات الخفيفة والمتوسطة والصناعات السمكية ومشاريع التطوير العقاري، وتتيح لها مساحتها الشاسعة البالغة (2000) كيلومتر مربع مواكبة طلبات المستثمرين الراغبين في الحصول على أراضٍ كبيرة نسبيا لتنفيذ مشاريعهم الاستثمارية، كما تفسح المنطقة المجال للمطورين الراغبين في تنفيذ مشاريع متنوعة على مساحات تزيد على (50) هكتارا مع منحهم مزايا إضافية.
تقع المنطقة على بحر العرب المفتوح على المحيط الهندي، وقد أكسبها هذا الموقع ميزة إستراتيجية بوقوعها على خطوط الملاحة الدولية بين الشرق والغرب وبالقرب من الأسواق الاستهلاكية في آسيا وافريقيا.
وتتميز المنطقة كذلك بوجود ثروة سمكية هائلة، وبقربها من مناطق إنتاج النفط والغاز، كما توجد بولاية الدقم وولايات محافظة الوسطى الأخرى العديد من المعادن التي يمكن استغلالها في إقامة مشاريع صناعية؛ الأمر الذي يؤهل المنطقة لتصبح قاعدة صناعية متكاملة لصناعات تحويلية تقوم على الخامات الطبيعية التي تتوافر في المحافظة، كما أن تنفيذ المصفاة ومشروعات الصناعات الثقيلة والبتروكيماوية يعتبر حافزا لتنفيذ مشروعات أخرى متوسطة وخفيفة.

## مزايا الاستثمار في المنطقة
تتوفر في المنطقة جملة من الميزات، ومنها
- الموقع الجغرافي على بحر العرب المفتوح على المحـيط الهـندي وبالقرب من الأسواق الاستهلاكية في آسيا وافريقيا.
- المساحة الشاسعة للمنطقة التي تصل إلى (2000) كيلومتر مربع.
- تنوع مجالات الاستثمار في المنطقة بين صناعية وتجارية وسياحية وسكنية ومشاريع التطوير العقاري والخدمات اللوجستية وغيرها.
- تقديم مختلف الخدمات للمستثمرين من خلال المحطة الواحدة وفق إجراءات تتسم بالكفاءة والسرعة والسهولة.
- الاستقرار السياسي الذي تتمتع به سلطنة عمان وعلاقاتها التجارية والسياسية المتميزة مع مختلف دول العالم.
- المزايا والحوافز الضريبية المقدمة للمستثمرين بالمنطقة.
- سهولة ربط المنطقة بالأسواق المحلية والخليجية والعالمية سواء من خلال ميناء الدقم أو المطار أو شبكة النقل البري.
- إنشاء دائرة للعمل بالمنطقة تختص بإصدار التراخيص اللازمة للقوى العاملة الأجنبية وفق إجراءات تتسم بالسرعة والكفاءة بحيث لا تتجاوز المدة اللازمة لإصدار هذه التراخيص خمسة أيام عمل من تاريخ تقديم الطلب.
- إنشاء نظام للإدارة الجمركية بالمنطقة يكفل إجراء التفتيش الجمركي بسرعة وفاعلية، ووضوح وعلانية أسس التثمين، وبساطة واختصار إجراءات الإفراج الجمركي، والفحص الشامل والدقيق للعينات الخاضعة للرقابة في موقع واحد.
- توفر بنية أساسية متكاملة تتضمن مطارا جويا، وميناء متعدد الأغراض يوفر رصيفا تجاريا ورصيفا نفطيا، بالإضافة إلى ميناء للصيد البحري متعدد الأغراض، وشبكة متكاملة من الطرق المزدوجة والمفردة، ومجموعة من الفنادق والمنشآت السياحية.

## قطاعات الاستثمار المتاحة
تتوفر مجموعة من القطاعات التي تركز عليها لمنطقة الاقتصادية الخاصة بالدقم وهي:
- إنشاء المصافي
- تخزين وتكرير النفط
- الصناعات الثقيلة والبتروكيماوية
- الصناعات المتوسطة والخفيفة
- الخدمات اللوجستية
- الاستثمار السياحي وإنشاء الفنادق والمنتجعات السياحية
- تقديم الخدمات الصحية والعلاجية وإنشاء المستشفيات والمراكز الصحية
- إنشاء المدارس الخاصة والمعاهد التدريبية والكليات الجامعية
- الاستثمار في القطاع التجاري وإنشاء المجمعات التجارية
- إنشاء المرافق الرياضية
- الاستثمار في قطاع التعدين
- الصناعات السمكية والغذائية
- التطوير العقاري
- الذكاء الاصطناعي وتجارب الطائرات المسيرة
- الطاقة النظيفة ومشاريع الهيدروجين الأخضر والأمونيا

## الإعفاءات والحوافز المقدمة للمستثمرين
تتمتع المشروعات الاقتصادية في المنطقة بمجموعة من المزايا والحوافز والإعفاءات من أهمها:
- الإعفاء من ضريبة الدخل لمدة ثلاثين سنة ميلادية من تاريخ بدء النشاط قابلة للتجديد.
- الإعفاء من الضريبة الجمركية للبضائع المستوردة من خارج سلطنة عمان إلى المنطقة الاقتصادية الخاصة بالدقم والبضائع المصدرة من المنطقة إلى الخارج.
- حق الانتفاع بأراضي الدولة الكائنة في المنطقة لمدة تصل إلى خمسين سنة ميلادية قابلة للتجديد مددا مماثلة وفق القواعد التي تحددها الهيئة العامة للمناطق الاقتصادية الخاصة والمناطق الحرة.
- جواز أن يكون رأسمال المشروع مملوكا بالكامل لغير العمانيين.
- الإعفاء من شرط الحد الأدنى لرأس المال المستثمر في المشروع المنصوص عليه في قانون الشركات التجارية.
- إعفاء المشاريع من أي قيود على جلب وتداول وتحويل العملات الأجنبية، بما في ذلك تحويل رأسمالها المستثمر وأرباحها خارج المنطقة.
- الإعفاء من تطبيق أحكام قانون الوكالات التجارية.
- السماح للمشروعات بفتح مكاتب تمثيل تجاري لها خارج المنطقة شريطة تسجيلها وفقا لأحكام القوانين النافذة.
- السماح باستيراد كافة أنواع البضائع المسموح تداولها في سلطنة عمان دون إذن أو تصريح أو ترخيص مسبق، ما لم تكن مصنفة كمواد متفجرة أو كيميائية فيجب أن يتبع بشأن استيرادها القواعد المنصوص عليها في القوانين والنظم ذات الصلة النافذة في سلطنة عمان.
- تسهيل تقديم كافة الخدمات اللازمة للمشروعات من خلال المحطة الواحدة، بما في ذلك خدمات القيد بالسجل التجاري وإصدار جميع التراخيص والتصاريح والموافقات والتأشيرات.

## خدمات المحطة الواحدة
تعتبر المحطة الواحدة الموجودة في مبنى إدارة المنطقة النافذة الأولى والأساسية لتقديم مختلف الخدمات التي تحتاج إليها المشروعات، ويمكن تلخيص هذه الخدمات فيما يلي:
- توفير البيانات اللازمة للمستثمرين حول الفرص والإجراءات الاستثمارية بالمنطقة
- خدمات القيد بالسجل التجاري للمنطقة، وتشمل هذه الخدمات: قيد المشروع وأنشطته الاقتصادية وبياناته بالسجل التجاري، وتحديث بياناته بشكل مستمر، وقيد عقود الرهن على حقوق الانتفاع وأصول المشروع
- إصدار تراخيص الانتفاع بأراضي المنطقة وتسجيل عقود الانتفاع
- تسليم علائم الأرض المخصصة للمستثمر بواسطة برامج نظم المعلومات الجغرافية، وإصدار مخطط الرسم المساحي (الكروكي)، وتسليم علائم القطعة
- إصدار تراخيص مزاولة النشاط في المنطقة بما في ذلك التراخيص التجارية والصناعية والسياحية والتعدينية والأنشطة الاقتصادية الأخرى
- تقديم الخدمات العامة كتسجيل عقود الإيجار، وإصدار تراخيص البناء (إباحات البناء) وتجديدها وتعديلها، وإصدار تصاريح الحفر، وإصدار شهادة إتمام البناء، وتصاريح توصيل الخدمات (الكهرباء والمياه... الخ)، والرخص والبطاقات الصحية وتصاريح اللافتات الإعلانية والتجارية وغيرها
- تقديم خدمات تصنيف الفنادق والمنشآت السياحية
- إعداد التقارير الفنية للمشاريع وإصدار الموافقات

## أبرز المشروعات بالمنطقة
- ميناء الدقم
- الحوض الجاف بالدقم لإصلاح السفن
- ميناء الصيد البحري بالدقم (متعدد الأغراض)
- مجمع الصناعات السمكية والغذائية
- مطار الدقم
- مصفاة الدقم
- محطة تخزين النفط برأس مركز
- المحطة المتكاملة للكهرباء والمياه
- مصفاة إنتاج حامض السيباسك
- مصنع كروة للسيارات المتخصص في إنتاح وتجميع الحافلات
- مصنع الدقم هونج تونج للأنابيب المتخصص في إنتاج الأنابيب غير المعدنية المصنوعة من مادة لدائن البولي إيثلين المقوى التي تستخدم بشكل رئيسي في قطاع النفط والغاز، وهو أول مصنع في المدينة الصناعية الصينية العمانية بالدقم

## أبرز الاماكن السياحية
قرية نفون وهي من أبرز الأماكن السياحية وذات شاطيء بكر ويستقطب الغواصين، كما وتحوي على حصاة حمر المشهورة.

## قائمة المراجع
1. ↑  "الجريدة الرسمية العمانية (العدد 1353)". وزارة العدل والشؤون القانوية. 19 أغسطس 2020. مؤرشف من الأصل في 2022-01-20. اطلع عليه بتاريخ 2022-01-19. {{استشهاد بدورية محكمة}}: الاستشهاد بدورية محكمة يطلب |دورية محكمة= (مساعدة)
2. ↑  "المنطقة الاقتصادية الخاصة بالدقم". المنطقة الاقتصادية الخاصة بالدقم. مؤرشف من الأصل في 2021-05-12. اطلع عليه بتاريخ 2022-01-19.
3. ↑  "لماذا المنطقة الاقتصادية الخاصة بالدقم". المنطقة الاقتصادية الخاصة بالدقم. مؤرشف من الأصل في 2021-04-17. اطلع عليه بتاريخ 2022-01-19.
4. ↑  "فرص الإستثمار في الدقم". المنطقة الإقتصادية الخاصة بالدقم. مؤرشف من الأصل في 2021-03-07. اطلع عليه بتاريخ 2022-01-19.
5. ↑  "استثمر في عمان الدقم". وزارة التجارة والصناعة وترويج الإستثمار. مؤرشف من الأصل في 2021-01-15. اطلع عليه بتاريخ 2022-01-19.
6. ↑  "تدشين خدمات المحطة الواحدة الالكترونية للمناطق الاقتصادية الخاصة والحرة". الهيئة العامة للمناطق الاقتصادية الخاصة والمناطق الحرة. 20 يونيو 2021. مؤرشف من الأصل في 2022-01-19.